# Mont-de-Lans
Mont-de-Lans is een plaats en voormalige gemeente in het Franse departement Isère in de regio Auvergne-Rhône-Alpes en telt 1053 inwoners (2005). De plaats maakt deel uit van het arrondissement Grenoble.

## Geschiedenis
Mont-de-Lans is op 1 januari 2017 gefuseerd met de gemeente Vénosc tot de gemeente Les Deux Alpes. 

## Geografie
De oppervlakte van Mont-de-Lans bedraagt 31,9 km², de bevolkingsdichtheid is 33,0 inwoners per km².
De onderstaande kaart toont de ligging van Mont-de-Lans met de belangrijkste infrastructuur en aangrenzende gemeenten.

## Demografie
Onderstaande figuur toont het verloop van het inwonertal.